# Dorfkirche Arnsnesta

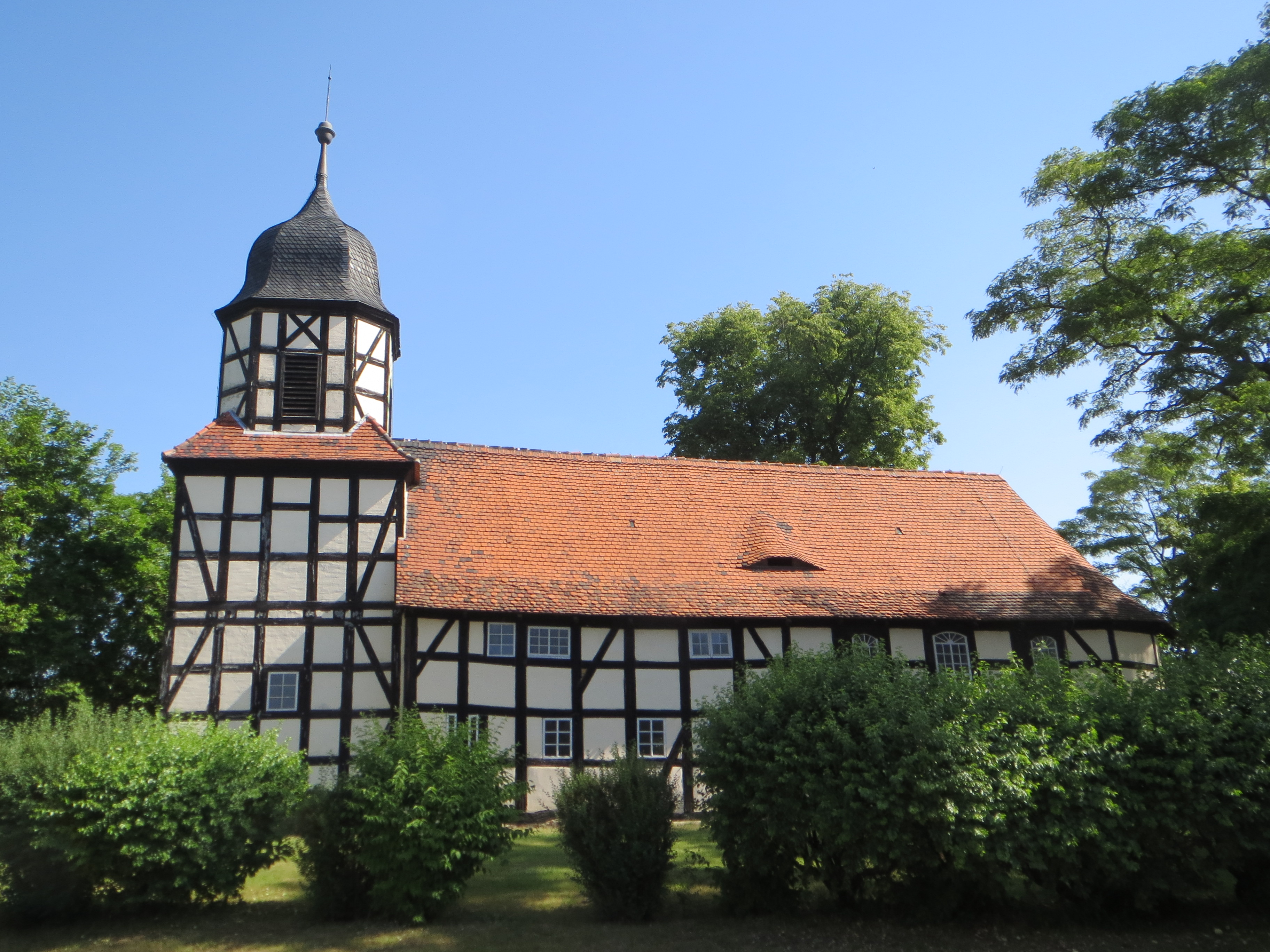
Dorfkirche Arnsnesta

Die Dorfkirche Arnsnesta ist ein denkmalgeschütztes Kirchengebäude in Arnsnesta, einem Ortsteil der amtsfreien Stadt Herzberg (Elster) im Landkreis Elbe-Elster (Brandenburg).

## Beschreibung, Ausstattung und Geschichte
Die Kirche liegt am südlichen Ende des Angerdorfes. Der jetzige Kirchenbau stammt aus der Mitte des 17. Jahrhunderts. Sie ist die „älteste Fachwerkkirche des ehemaligen Landkreises Herzberg“. Das anspruchsvolle Kirchengebäude bezeugt „die gezielten Wiederansiedlungsbemühungen für das im Dreißigjährigen Krieg verwüstete Arnsnesta“. Das Kirchenpatronat lag bei der Universität Wittenberg und ihrer Nachfolgerin, dem Predigerseminar Wittenberg.
Der Kirchturm wurde 1748 erneuert. Er erhielt seine jetzige Haube 1910. Der heutige Raumeindruck ist geprägt von einer 1914/15 erfolgten Renovierung und Neuausmalung mit Symbolen und Bibelversen an Decke und Brüstung der umlaufenden Empore.
Das älteste Stück der Ausstattung ist ein Renaissance-Taufstein von 1604, der aus der dem Vorgängerbau der Kirche Lebusa stammt. Die Kanzel wurde nachträglich über den Altar gesetzt, der so zum Kanzelaltar wurde. Ein heute nördlich davon angebrachtes Kruzifix ist aus der zweiten Hälfte des 17. Jahrhunderts. Die Orgel wurde 1882 von Conrad Geißler aus Eilenburg erbaut.
Die Dorfkirche gehört zum Pfarrbereich Schönewalde im Kirchenkreis Bad Liebenwerda der Evangelischen Kirche in Mitteldeutschland.

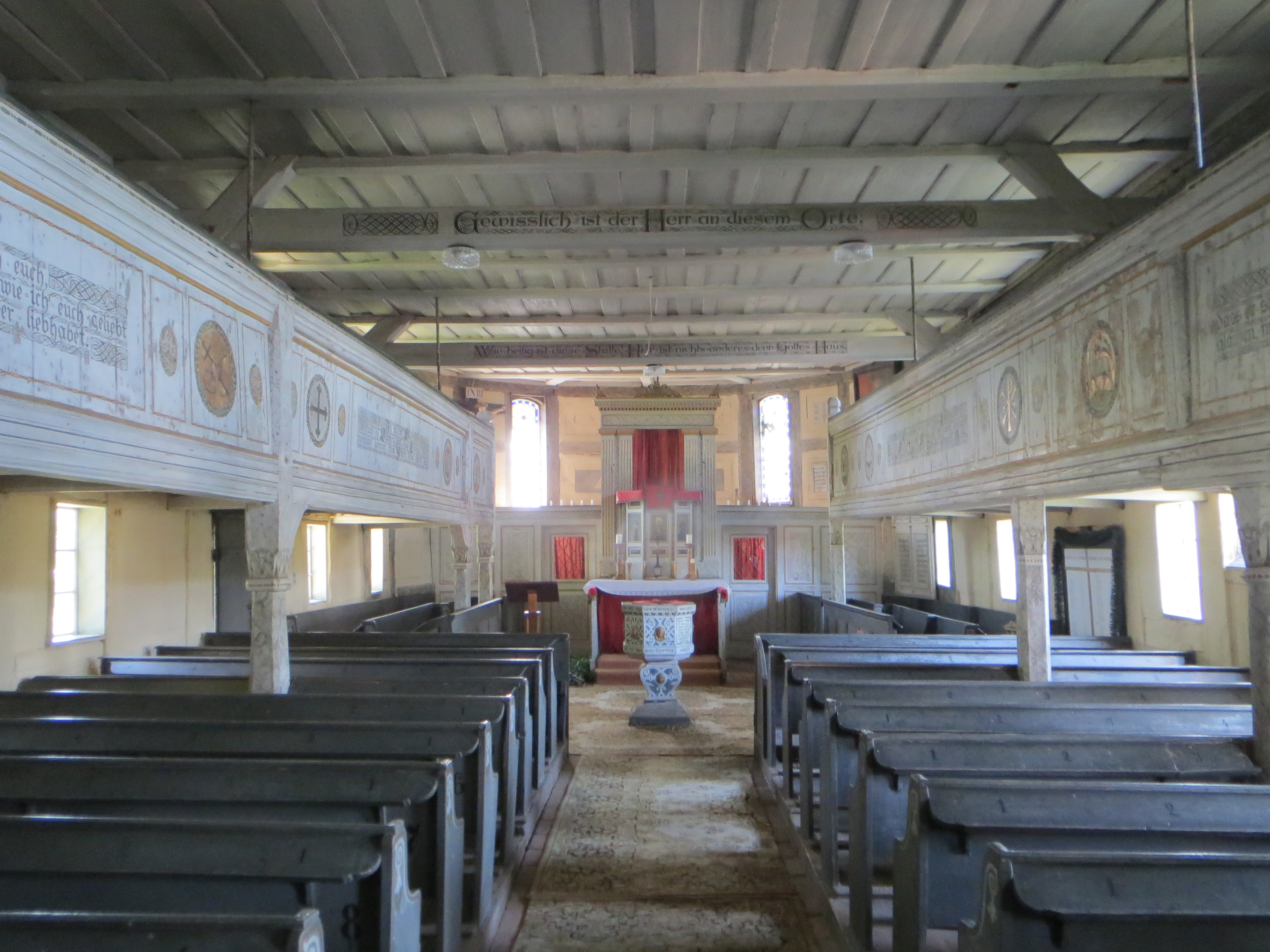
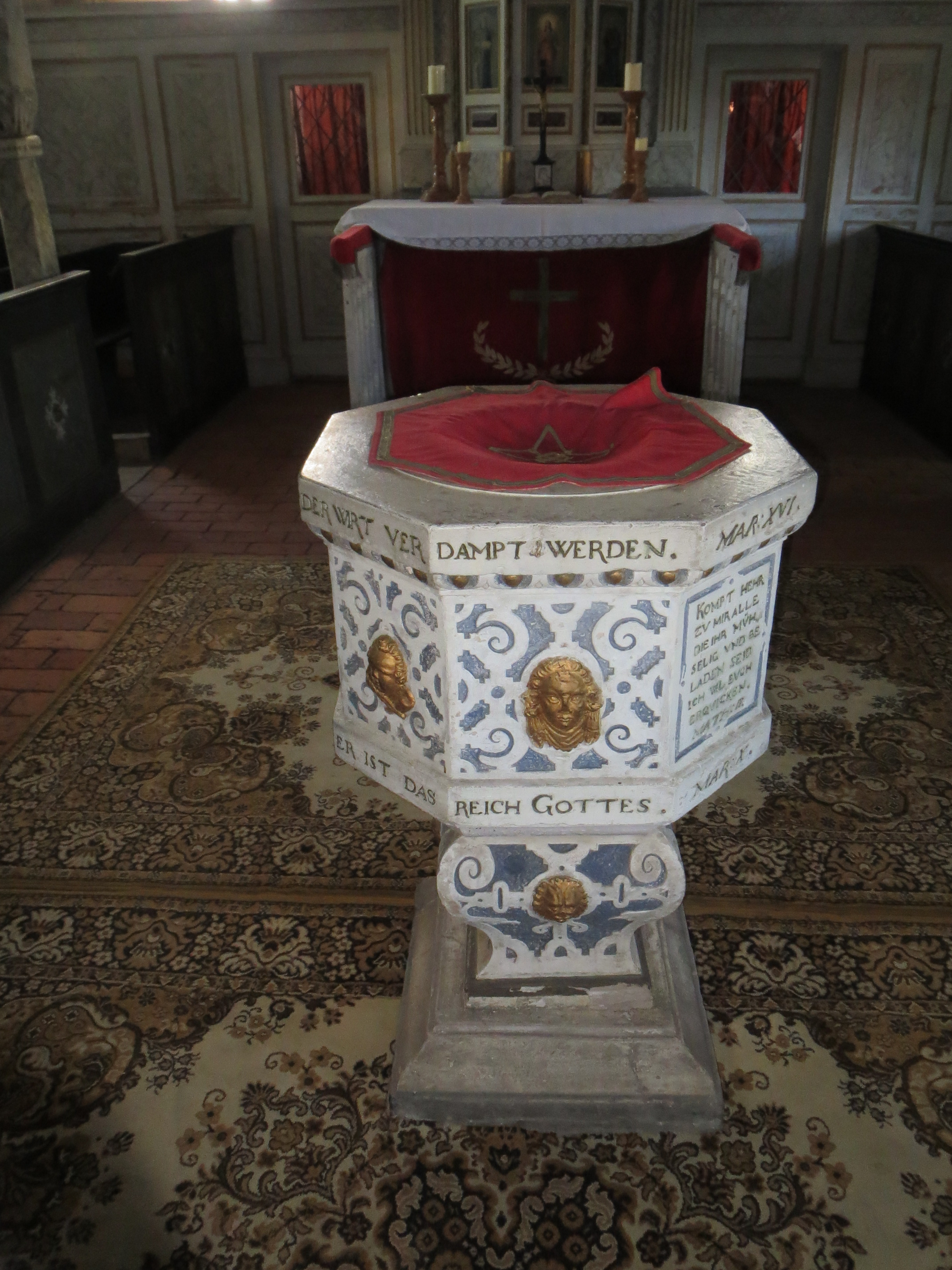
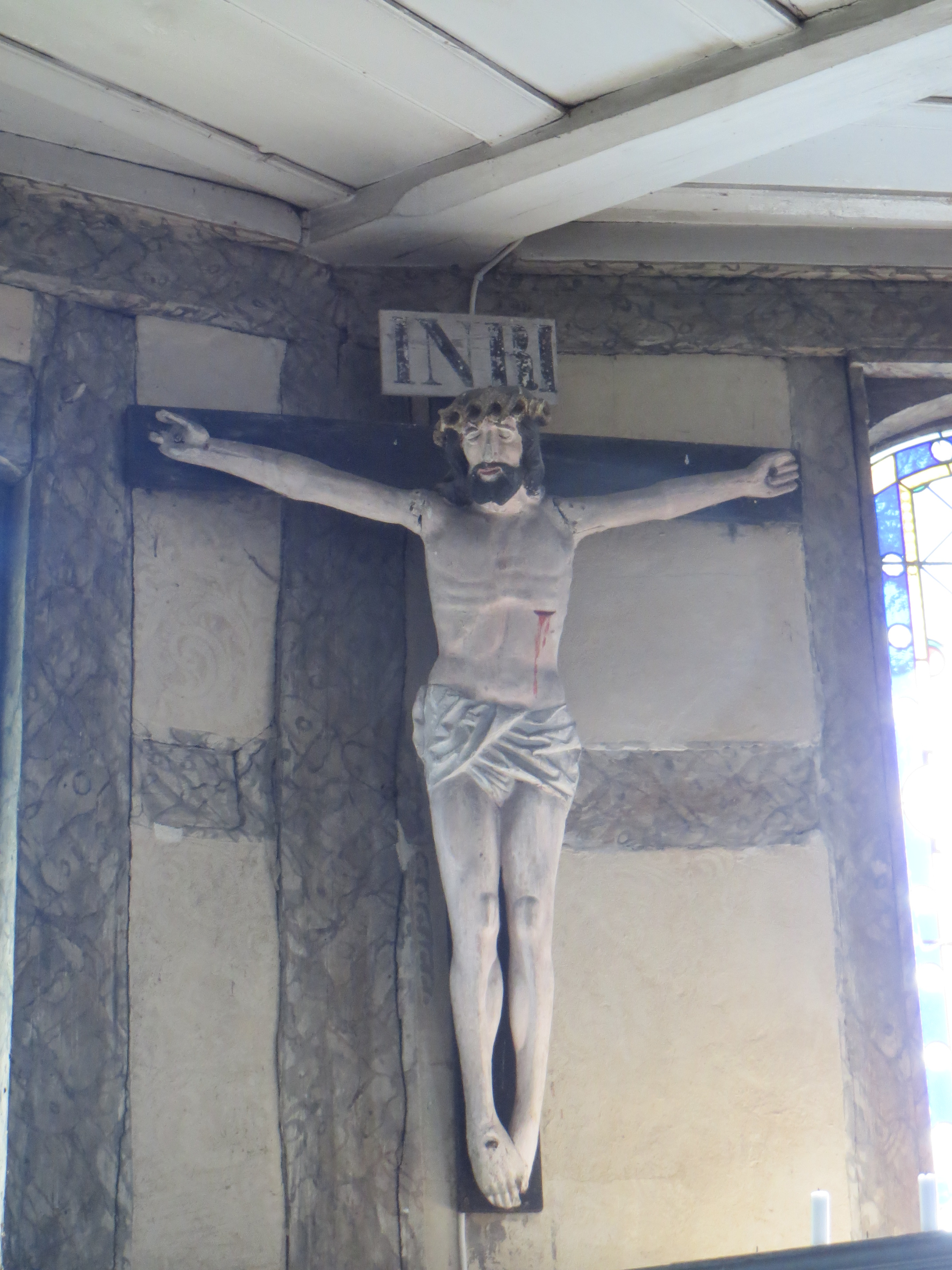

## Orgel

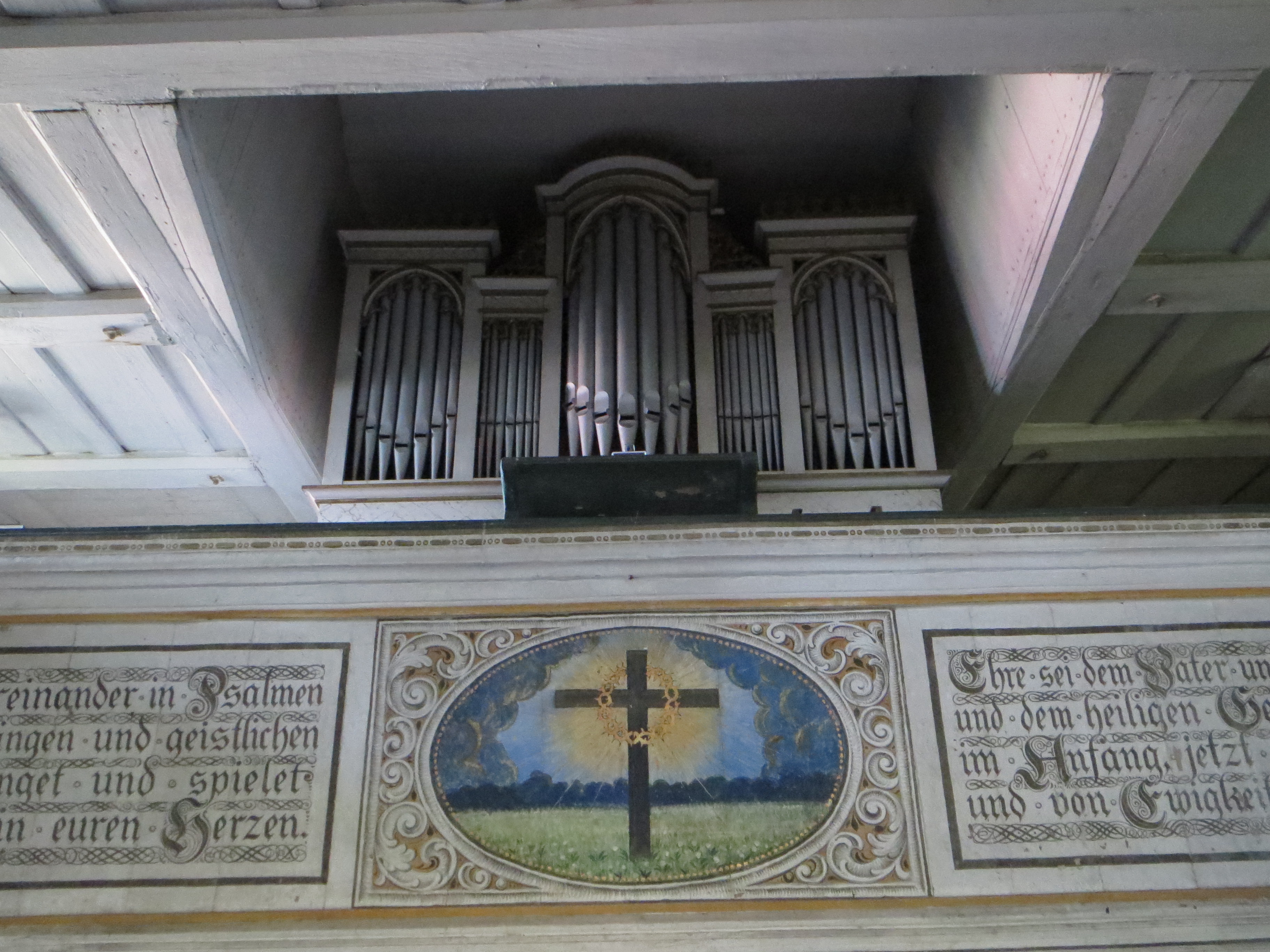
Conrad-Geissler-Orgel von 1882 in Arnsnesta, Dorfkirche

Die Orgel der Dorfkirche Arnsnesta wurde 1882 durch den Eilenburger Orgelbauer Conrad Geißler als Op. 82 erbaut. Das Instrument verfügt über 8 Register, verteilt auf Manual und Pedal. Die Spiel- und Registertrakturen sind mechanisch. Mit ihrem voll ausgebauten kräftigen Prinzipalchor sowie ihren warmen romantischen Stimmen ist sie ein typisches Werk ihres Erbauers und stellt ein wichtiges Zeugnis der mitteldeutschen Orgelromantik dar. Ihre Disposition lautet:
| Manual C–f3 |                 |       |
| 1.          | Principal       | 8′    |
| 2.          | Gedackt         | 8′    |
| 3.          | Viola di Gamba0 | 8′    |
| 4.          | Octave          | 4′    |
| 5.          | Hohlflöte       | 4′    |
| 6.          | Octave          | 2′    |
| 7.          | Mixtur III      | 1 ⁄3′ |

| Pedal C–d1 |         |     |
| 8.         | Subbass | 16′ |

- Koppel: M/P
- Spielhilfe: Klingelzug